# Шопинзинью
Шопинзинью (порт. Chopinzinho) — муниципалитет в Бразилии, входит в штат Парана. Составная часть мезорегиона Юго-запад штата Парана. Входит в экономико-статистический микрорегион Пату-Бранку. Население составляет 20 904 человека на 2006 год. Занимает площадь 959,692 км². Плотность населения — 21,8 чел./км².

## История
Город основан 14 декабря 1955 года.

## Статистика
- Валовой внутренний продукт на 2003 год составляет 176 979 642,00 реалов (данные: Бразильский институт географии и статистики).
- Валовой внутренний продукт на душу населения на 2003 год составляет 8533,66 реалов (данные: Бразильский институт географии и статистики).
- Индекс развития человеческого потенциала на 2000 год составляет 0,773 (данные: Программа развития ООН).